# سارا نورو
سارا نورو (بالألمانية: Sara Nuru)‏ (من مواليد 19 أغسطس 1989 في إيردينج، ألمانيا الغربية) عارضة أزياء ألمانية، كانت الفائزة في الدورة الرابعة من برنامج ألمانيا نيكست توب موديل .

## روابط خارجية
- سارا نورو على موقع IMDb (الإنجليزية)
- سارا نورو على موقع قاعدة بيانات الفيلم (الإنجليزية)
- سارا نورو على موقع دليل عارضات الأزياء (الإنجليزية)